# Thomas Müntzer
Thomas Müntzer (Stolberg, 1490 - Mühlhausen, 1525). Va ser un predicador partidari de la Reforma, defensor de l'anabaptisme i líder revolucionari dels camperols (Guerra dels camperols). Es va proposar aconseguir l'adveniment del Regne de Déu impulsant una vigorosa reforma social. Contemporani de Luter i inicialment el seu seguidor, va mantenir amb aquest una extremada polèmica teològica i política.

## Biografia
Va iniciar la seva carrera eclesiàstica com a confessor en un convent de monges a Beuditz, on va dedicar gran quantitat de temps a la lectura de llibres sobre la història de l'Església i la Bíblia. El maig de 1520 va arribar a Zwickau, i a l'octubre va ser encarregat de la parròquia obrera de Santa Caterina.
Allà es va associar amb tres predicadors anabaptistes: el teixidor Nicolas Stoch, Thomas Dreschel i el teòleg Marc Stubn. Van rebutjar el baptisme dels nens i la substitució de la fe d'aquests per la dels padrins. Citant a Marc 16:16, van animar a batejar els qui primer creien. Van ser expulsats de Zwickau el 1521.
Va marxar llavors a territori txec. Allà va llançar el seu Manifest de Praga, en el qual afirmava que era el poble pobre el que podia acceptar els dons de l'Esperit Sant i restaurar l'església, corrompuda pels clergues opulents. Per rebre l'Esperit cal acceptar la Creu de Crist.
Després de peregrinar per Bohèmia, va ser acceptat a Allstedt com a pastor a l'església de Sant Joan. Allà es va casar i sistematitzar el seu pensament. Es va avançar a Luter en la redacció d'una nova ordenació litúrgica en alemany i va compondre diversos himnes.
El 13 de juliol de 1524, al castell d'Allstedt i en presència del duc Joan i altres nobles i magistrats, va pronunciar el que s'ha anomenat Sermó davant els Prínceps, en el qual va afirmar que laics i camperols pobres veien amb més claredat que els governants desorientats per mals sacerdots. El més destacat d'aquest sermó va ser la seva interpretació revolucionària de Romans 13:1-7, passatge del que va concloure que, quan les autoritats no compleixen rectament el seu paper, "l'espasa els serà treta" (Daniel 7:26).
Müntzer no es va limitar a predicar: va fundar una organització clandestina revolucionària, la Lliga dels Elegits, i finalment el 7 d'agost es va unir a la revolta dels camperols. El 15 de maig de 1525, a la batalla de Frankenhausen, aproximadament 6.000 camperols van perdre la vida aixafats pel poder dels prínceps. Müntzer va ser capturat, assotat, torturat i decapitat el 27 maig de 1525.